# Киселівська сільська рада (Чернігівський район)
Киселі́вська сільська́ ра́да — орган місцевого самоврядування у Чернігівському районі Чернігівської області. Адміністративний центр — село Киселівка.

## Загальні відомості
Киселівська сільська рада утворена в 1982 році.
- Територія ради: 70,01 км²
- Населення ради: 2363 особи (станом на 2001 рік)

## Населені пункти
Сільській раді підпорядковані населені пункти:
- с. Киселівка
- с. Березанка
- с. Брусилів
- с. Кобилянка

## Склад ради
Рада складається з 16 депутатів та голови.
- Голова ради: Сербін Олександр Іванович
- Секретар ради: Волковська Тетяна Павлівна

### Керівний склад попередніх скликань
| ПІБ                               | Основні відомості                                                                       | Дата обрання | Дата звільнення |
| --------------------------------- | --------------------------------------------------------------------------------------- | ------------ | --------------- |
| Капран Станіслав Іванович         | Сільський голова, 1948 року народження                                                  | 26.03.2006   | 01.10.2008      |
| Небож Олександр Васильович        | Сільський голова, 1951 року народження, безпартійний                                    | 15.03.2009   | 31.10.2010      |
| Колесниченко Володимир Васильович | Сільський голова, 1972 року народження, освіта середня спеціальна, член Партії регіонів | 31.10.2010   | 18.09.2011      |
| Сербін Олександр Іванович         | Сільський голова, 1947 року народження, освіта вища, член Партії регіонів               | 18.09.2011   |                 |

Примітка: таблиця складена за даними джерела

### Депутати
За результатами місцевих виборів 2010 року депутатами ради стали:

#### За суб'єктами висування
| Суб'єкт висування | Кількість обраних депутатів | %    |
| ----------------- | --------------------------- | ---- |
| Партія регіонів   | 11                          | 68,8 |
| Самовисування     | 5                           | 31,3 |

#### За округами
| № округу        | Прізвище, ім'я, по батькові    | Дата визнання обраним | Освіта  | Партійна приналежність                        | Відомості про обраного депутата                         |
| --------------- | ------------------------------ | --------------------- | ------- | --------------------------------------------- | ------------------------------------------------------- |
| Партія регіонів |                                |                       |         |                                               |                                                         |
| 1               | Шам Максим Павлович Жид        | 02.11.2010            | середня | член Партії регіонів                          | тимчасово не працює                                     |
| 2               | Хижняк Петро Іванович          | 02.11.2010            | середня | член Партії регіонів                          | Киселівський фельдшерсько-акушерський пункт, завідувач  |
| 4               | Шестак Надія Михайлівна        | 02.11.2010            | середня | член Партії регіонів                          | міська лікарня № 2, медична сестра                      |
| 5               | Донець Микола Григорович       | 02.11.2010            | середня | член Партії регіонів                          | ЗАТ «Термінал», охоронець                               |
| 6               | Коваленко Володимир Андрійович | 02.11.2010            | середня | член Партії регіонів                          | підприємство «Чернігівгаз», майстер                     |
| 10              | Зюзько Петро Іванович          | 02.11.2010            | вища    | член Партії регіонів                          | Брусилівська загальноосвітня школа, вчитель             |
| 11              | Зюзько Надія Іванівна          | 02.11.2010            | вища    | член Партії регіонів                          | Брусилівська загальноосвітня школа, заступник директора |
| 12              | Паршуков Віталій Серафимович   | 02.11.2010            | вища    | член Партії регіонів                          | СДЮШОР, директор                                        |
| 13              | Матюха Костянтин Вікторович    | 02.11.2010            | середня | член Партії регіонів                          | тимчасово не працює                                     |
| 15              | Костюк Іванна Ігорівна         | 02.11.2010            | середня | Безпартійна                                   | Киселівська сільрада, бухгалтер                         |
| 16              | Процко Ніна Борисівна          | 02.11.2010            | вища    | член Партії регіонів                          | Брусилівська загальноосвітня школа, вчитель             |
| Самовисування   |                                |                       |         |                                               |                                                         |
| 3               | Копил Валентина Михайлівна     | 02.11.2010            | середня | позапартійна                                  | Киселівська сільрада, головний бухгалтер                |
| 7               | Волковська Тетяна Павлівна     | 02.11.2010            | вища    | позапартійна                                  | Киселівська сільрада, секретар                          |
| 8               | Федорчук Юрій Михайлович       | 09.01.2011            | вища    | член Всеукраїнського об'єднання «Батьківщина» | ТОВ «Юмідбуд», директор                                 |
| 9               | Сахно Сергій Григорович        | 02.11.2010            | середня | член Всеукраїнського об'єднання «Батьківщина» | підприємство «Техагропром», охоронець                   |
| 14              | Костюк Ігор Михайлович         | 02.11.2010            | вища    | позапартійний                                 | тимчасово не працює                                     |